# Aurelia Cristea
Aurelia Cristea (n. 24 aprilie 1968, Bucea, Cluj) este un politician român. La alegerile din anul 2012 a fost aleasă deputat de Cluj din partea Partidului Social-Democrat (PSD). Între 5 martie și 13 decembrie 2014 a fost ministru delegat pentru dialog social și relația cu societatea civilă în guvernul Victor Ponta. Aurelia Cristea este inițiatoarea legii antifumat din România. În data de 1 februarie 2017 și-a dat demisia din PSD, în semn de protest față de adoptarea OUG prin care guvernul Grindeanu a dezincriminat unele fapte de corupție.

## Biografie
În 1986 a obținut diploma de bacalaureat la Liceul Economic din Cluj, după care, între 1998-2002, a urmat cursurile Facultății de Management a Universității de Vest din Timișoara, fiind licențiată ca economist. A mai primit două diplome de Master, în 2005 la Colegiul Național de Apărare din București, cu specializarea Siguranță Națională și în 2008 la Universitatea Ecologică din București, pe domeniul Management Financiar Bancar.
Cariera profesională și-a început-o după terminarea liceului, ca lucrător comercial la Huedin, lucrând apoi ca administrator, respectiv contabil șef la alte două firme din același oraș. În 1997 intră în domeniul asigurărilor, fiind directorul filialei Unita S.A. din localitate; responsabilitățile cresc gradual, fiind pe rând Director Adjunct de Sucursală pe Cluj, Director de Sucursală pe Cluj, Director de Vânzări la nivel național în cadrul aceleiași firme. După o scurtă perioadă ca Director Comercial la Unita Turism Holding din Timișoara, își deschide propria firmă de brokeraj în asigurări – AsiCons, unde devine director general și administrator.
În iulie 2006 este desemnată ca membru în Consiliul Comisiei de Supraveghere a Asigurărilor (CSA), postură păstrată până în februarie 2010. După doi ani în poziția de consultant independent pe piața de asigurări, ocupă funcția de Director General al Pool-ului de Asigurare Împotriva Dezastrelor Naturale (PAID), din iulie 2012 până în decembrie 2012.
Cariera politică și-o începe prin înscrierea în Partidul Social Democrat, în 1999, unde ocupă funcții în cadrul organizației de tineret; după o retragere temporară din partid în perioada în care a activat la CSA, din 2010 revine în PSD Cluj, ocupând funcția de vicepreședinte al organizației județene, iar la alegerile locale din 2012 câștigă poziția de consilier județean la Cluj.
La alegerile parlamentare din 9 decembrie 2012 căștigă un loc în Camera Deputaților, reprezentând colegiul electoral nr.3 Cluj, din partea Uniunii Social-Liberale (USL). Este membră în Comisia pentru buget, finanțe și bănci.
Aurelia Cristea este cetățean de onoare al comunei Negreni, din anul 2003, pentru contribuția adusă la dezvoltarea comunității locale din zonă.
Pe 3 martie 2014 a fost propusă pentru funcția de ministrul delegat pentru Dialog Social și Relația cu Societatea Civilă în guvernul Ponta (3), iar pe 5 martie 2014 a depus jurământul pentru noua funcție în Executiv.